# Старая Тула
Кондитерская фабрика «Старая Тула» — российский производитель пряников, конфет, ириса и других кондитерских изделий. Основана в 1881 году тульским купцом  Василием Евлампиевичем Сериковым как  «Кондитерская и пряничная фабрика Торгового Дома «Сериков и К°».

## История
Изначально предприятие представляло собой небольшое кондитерское заведение, где на первом этаже двухэтажного дома в Туле на углу улицы Никитской д.96 и Конной площади, продавались кондитерские изделия.
Кондитерские изделия, выпускаемые заведением продавались под торговой маркой "Кондитерская и пряничная фабрика Торгового дома "Сериков и К°.
Предприятие развивается, продукция пользуется большим спросом и в прейскуранте за 1911—1912 годы уже около 800 наименований, среди которых тульских пряников насчитывалось свыше 80 видов. Высокое качество продукции отмечалось золотыми медалями и наградами Всероссийских выставок. Награды изображены на прейскуранте Серикова В. Е. Согласно Всероссийской промышленной переписи по предприятиям пищевой промышленности города Тулы в 1913 году на производстве работало 150 человек.
В 1921 году году предприятие было национализировано. Кондитерская фабрика объединения «Главкондитер» состояло из бывшей
фабрики Ляр и Лебонер и Серикова. В 1921 году преобразовано в Тульскую
государственную кондитерскую фабрику № 1.
В 1922 году на базе кондитерской фабрики «Сериков и К°» было создано Кондитерское Объединение, в состав которого вошло пряничное производство Гречихина В. Р. В период с 1922 по 1927 год фабрика была не один раз реорганизована и сменила несколько названий, среди которых: «Государственная кондитерская фабрика», с 1927 года стала именоваться артель «Труд инвалида» и работала под этим названием до 1960 года, не прервав производство и в годы Великой Отечественной войны.

## Возрождение производства тульского пряника
В послевоенные годы состоялось возрождение производства тульского пряника. Савостьянов Степан Дмитриевич большую часть жизни занимался пряничным делом. Работая несколько лет подмастерьем у Гречихина В. Р., он перенял и сохранил опыт и рецепты изготовления печатного пряника. Его ученица Анна Матвеевна Павлова работала в пряничном цехе № 2 на ул. Октябрьской д.45 с 1952 по 1986 год. Была награждена правительственными наградами, в том числе званием «Мастер высшего класса», её имя внесено в Золотую Книгу Почёта Министерства пищевой промышленности. В 1972 году тульские пряники в подарочном исполнении были удостоены Государственного Знака качества. С октября 1960 года предприятие стало называться "Тульская кондитерская фабрика № 2.
Руководство фабрики стояло у истоков другого тульского кондитерского производства — кондитерской фабрики «Ясная Поляна». В 1976 году было основано Тульское производственное объединение кондитерской промышленности «Ясная Поляна», в которое вошла "Тульская кондитерская фабрика № 2. В 1994 году входившие в объединение фабрики были акционированы как два отдельных предприятия. Производство на ул. Староникитская д.108 было зарегистрировано как ОАО "Тульская кондитерская фабрика «Лакомка». В 2004 году фабрика «Лакомка» сменила название на «Кондитерская фабрика „Старая Тула“».

## Музей «Тульский пряник»
В 1996 году кондитерская фабрика «Лакомка» открыла музей «Тульский пряник».[значимость факта?]